# Porsica luzonica
Porsica luzonica är en fjärilsart som beskrevs av Semper 1896. Porsica luzonica ingår i släktet Porsica och familjen tandspinnare. Inga underarter finns listade i Catalogue of Life.